# Cabera toulgoeti
Cabera toulgoeti là một loài bướm đêm trong họ Geometridae.